# ちざきゃ
ちざきゃは日本の漫画家。男性。主にアンソロジーコミックや4コマ漫画を多く手がける。

## 作品一覧

### 連載終了
- あんぐら - 「まんが4コマKINGSぱれっと」（一迅社）
- TW2 - 「まんがタイムきらら」（芳文社）
- 氏神様といっしょ - 「まんがタイムきららキャラット」（芳文社）
- すてぃーるガールズ - 「まんが4コマKINGSぱれっと」（一迅社）

### アンソロジー
- 『ブレイブソード×ブレイズソウル 電撃コミックアンソロジー』[1]
- 『千年戦争アイギス 電撃コミックアンソロジー』[2]